# Hiroshige Yanagimoto
Hiroshige Yanagimoto (Prefectura d'Osaka, Japó, 15 d'octubre de 1972) és un futbolista japonès que disputà trenta partits amb la selecció japonesa.